# Zweifarbige Rundblattnase

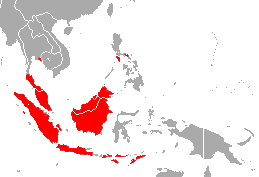
Grobe Skizze des Verbreitungsgebiets (Text beachten)

Die Zweifarbige Rundblattnase (Hipposideros bicolor) ist ein mit mehreren disjunkten Populationen in Südostasien verbreitetes Fledertier in der Gattung der Altwelt-Rundblattnasen. Die Rufe zur Echoortung sind nicht bei allen Populationen gleich. Das lässt vermuten, dass es sich bei diesem Taxon um eine Artengruppe handelt. Das Typusexemplar stammt von der Küste der Gemeinde (Kacematan) Anyar im Bezirk Serang im Westen von Java.

## Merkmale
Die Fledermaus erreicht eine Gesamtlänge von 78 bis 86 mm, inklusive eines 31 bis 33 mm langen Schwanzes und ein Gewicht von 6 bis 10 g. Es sind 42 bis 46 mm lange Unterarme, Hinterfüße von 7 bis 9 mm Länge und 18 bis 20 mm lange Ohren vorhanden. Die Haare der Oberseite sind an den Wurzeln weißlich bis cremefarben und an den Spitzen dunkelbraun mit roten Tönen, was ein gesprenkelt zweifarbiges Aussehen erzeugt. Unterseits sind die Haare fast durchgängig weiß bis cremefarben mit einer kurzen dunklen Spitze. Das kleine Nasenblatt besitzt nur einen kleinen aufgesetzten Hautlappen, der unscheinbar sein kann. Die kleinere Philippinische Zwerg-Rundblattnase (Hipposideros pygmaeus) hat einen zweiten Hautlappen am Nasenblatt, bei Hipposideros antricola fehlen anhängende Hautlappen und die Philippinische Wald-Rundblattnase (Hipposideros obscurus) hat einen kürzeren Schwanz. Die Hufeisennasen der Region besitzen einen speerförmigen Aufsatz auf dem Nasenblatt. Bei der Zweifarbigen Rundblattnase hat das Nasenblatt eine rosa Farbe.

## Verbreitung
Funde der Zweifarbigen Rundblattnase sind von Borneo, Java, kleineren Inseln um Sumatra, von Thailand im Grenzbereich zum südlichen Kambodscha, von den zentralen Philippinen, von Timor und von anderen Kleinen Sundainseln dokumentiert. Die Art lebt im Flach- und Hügelland bis 600 Meter Höhe. Diese Rundblattnase lebt in unterschiedlichen tropischen Wäldern und besucht Plantagen mit Gummibäumen, andere genutzte Baumgruppen und Stadtparks. Untersuchungen der DNA legen nahe, dass die Population auf Borneo eine bisher unbeschriebene Art ist.

## Lebensweise
Größere Kolonien ruhen in Höhlen oder ähnlichen Verstecken. Diese werden manchmal mit der Großen Himalaya-Rundblattnase (Hipposideros armiger), Kleinen Rundblattnase (Hipposideros turpis) oder anderen Gattungsvertretern geteilt. Bei einigen Populationen liegt die stärkste Intensität der Rufe zur Echoortung bei 131 kHz und bei anderen bei 142 kHz. Die letzteren könnten auch Hipposideros atrox sein. Pro Wurf wird ein Jungtier geboren.

## Gefährdung
Vermutlich wirken sich Waldrodungen und Störungen in den Höhlen negativ aus. In geeigneten Habitaten ist die Art häufig. Bei einer Studie wurden in einer Nacht 20 Exemplare in einem Japannetz gefangen. Im Verbreitungsgebiet liegen mehrere Schutzgebiete. Die IUCN listet die Zweifarbige Rundblattnase als nicht gefährdet (least concern).